# 槓桿租賃
槓桿租賃（Leveraged Lease）又稱為第三者權益租賃（Third-party Equity Lease）、其乃是融资租赁的方式之一，是介於承租人、出租人及貸款人（Lenders）間的三邊協定；是由出租人（租賃公司）本身拿出部分資金，然後加上貸款人提供的資金，以便購買承租人所欲使用的資產，並交由承租人使用；而承租人使用租賃資產後，應定期支付租賃費用。通常出租人僅提供其中20%~40%的資金，貸款人則提供60%~80%的資金，贷款人即获得设备的所有权。杠杆租赁主要用于资本密集型设备的长期租赁业务，例如飞机、卫星系统等。